# Archerwill
Archerwill es un pueblo canadiense situado en la provincia de Saskatchewan.

## Superficie
Archerwill tiene una superficie de 0,82 km².

## Demografía
En 2021, tenía 153 habitantes, una densidad poblacional de 186,5 hab./km², y 102 viviendas.